# Mimochodem

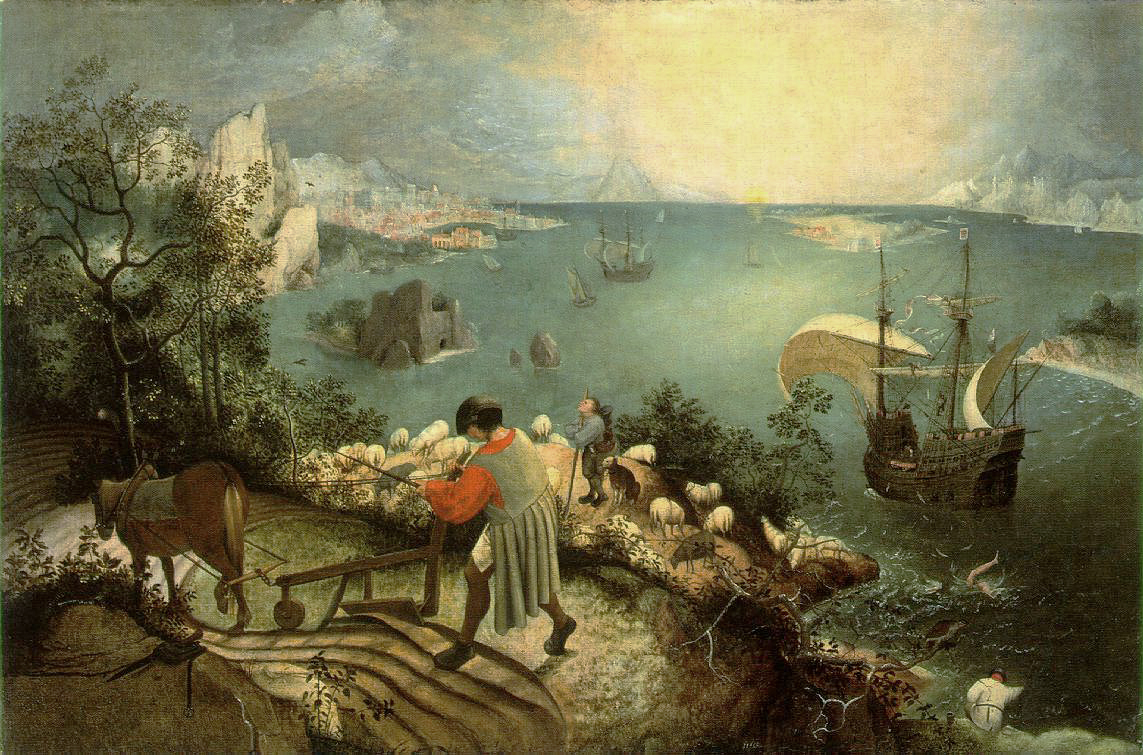
Reprodukcję obrazu „Pejzaż z upadkiem Ikara” Pietera Breughela (starszego) wykorzystano do okładki albumu.

Mimochodem – album koncertowy Jacka Kaczmarskiego wydany w 2002 roku przez Polskie Radio, na którym zarejestrowano ostatni premierowy program artysty. Wszystkie teksty powstały między marcem 2000 roku a październikiem 2001 roku. Premiera albumu nastąpiła 27 maja 2002 roku. Utwory są zapowiadane przez samego Kaczmarskiego.
Album został nagrany 5 grudnia 2001 roku podczas koncertu w Muzycznym Studiu Polskiego Radia im. Agnieszki Osieckiej w Warszawie.

Ten program to siedemnaście utworów powstałych w ciągu ostatnich dwóch lat, które traktują o tym co nam się w życiu przydarza mimochodem właśnie. A więc narodziny, dojrzewanie, nauka, pierwsza miłość, druga miłość, pierwsze rozczarowanie miłością, drugie rozczarowanie miłością, pierwsze zaangażowanie w wielkie sprawy, drugie zaangażowanie w wielkie sprawy, pierwsze rozczarowanie wielkimi sprawami, drugie rozczarowanie wielkimi sprawami, no wreszcie wiek, kiedy się dużo wie i nic z tego nie wynika oraz śmierć sama – wszystko mimochodem. 
Mimochodem to znaczy, że zdajemy sobie sprawę, że coś w życiu zaszło, co o tym życiu decyduje, natomiast nie możemy już nic na to poradzić.

## Twórcy[2]
- Jacek Kaczmarski – śpiew, gitara, słowa, muzyka

## Lista utworów[2]
1. „Lot Ikara” (03:13)
2. „Piosenka napisana mimochodem” (03:19)
3. „Sen kochającego psa” (02:38)
4. „Coś ty! (Zaloty)” (02:11)
5. „Przypowieść na własne 44. urodziny (za A. R. Lesage’em)” (04:32)
6. „Okładający się kijami (Goya)” (01:41)
7. „Piosenka zza miedzy” (02:30)
8. „Zakopywanie głowy (wg zdjęcia AFP)” (01:47)
9. „Dwadzieścia lat później (wg A. Dumasa, ojca)” (04:01)
10. „Obłomow, Stolz i ja (wg I. Gonczarowa)” (05:17)
11. „Przyśpiewka byle jaka o europejskości Polaka” (02:51)
12. „Traktacik o wyobraźni” (03:09)
13. „Landszaft z kroplą krwi” (03:26)
14. „Portret płonący” (02:26)
15. „Legenda o miłości” (04:27)
16. „Przepowiednia Jana Chrzciciela (Breughel)” (04:53)
17. „Upadek Ikara (Breughel)” (05:36)

## Wydania[2]
- 2002 – Polskie Radio (kaseta, CD, nr kat. PRMC315, 0927472832)
- 2004 – Album włączony do Syna marnotrawnego – zestawu 22 płyt wydanego przez Pomaton EMI.
- 2007 – Włączony do Arki Noego – zestawu 37 płyt wydanego przez Pomaton EMI.